# 阿蘇夫雷火山
21°47′14″S 68°14′15″W / 21.78722°S 68.23750°W

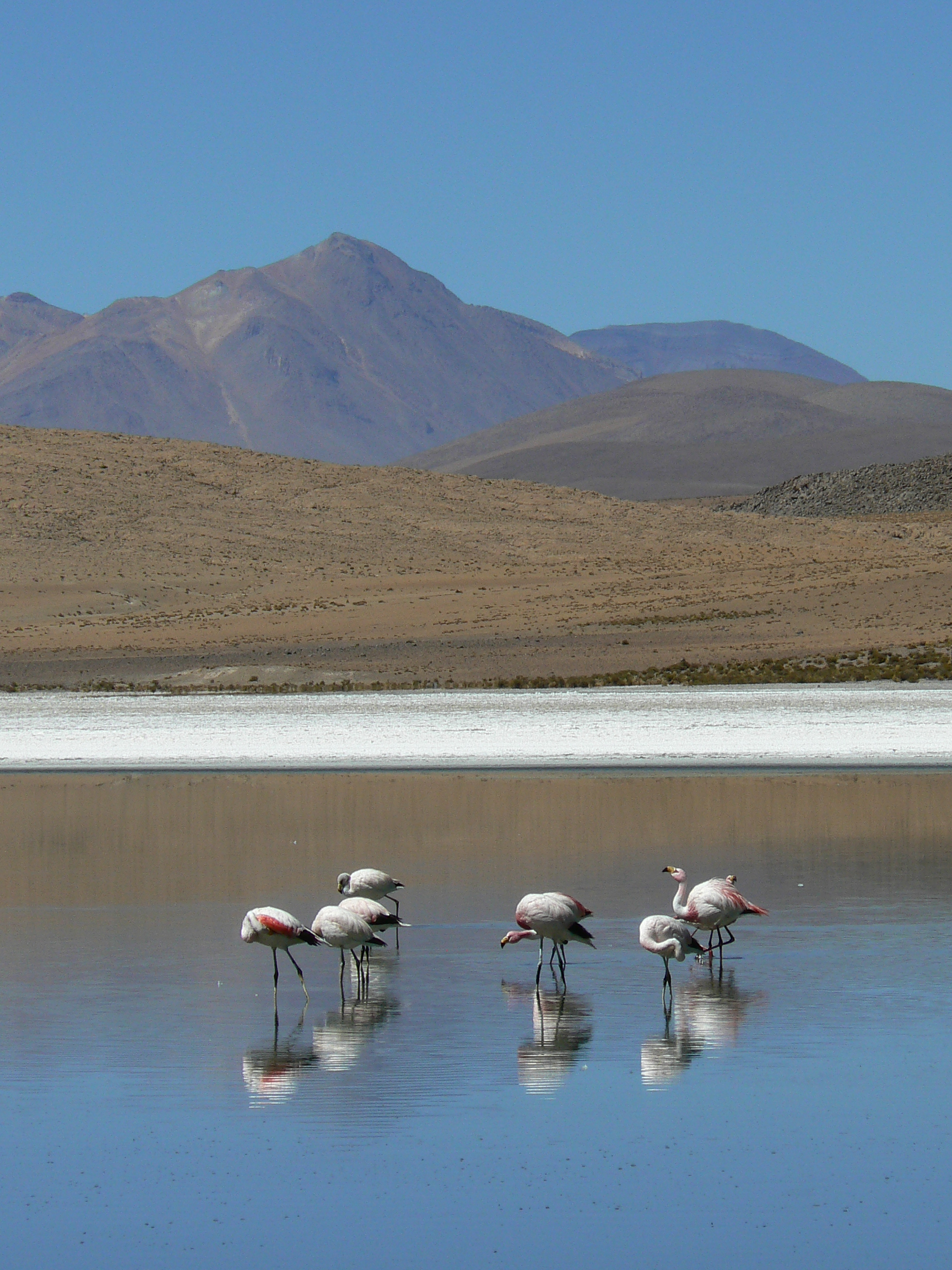

阿蘇夫雷峰是智利的火山，位於該國北部，屬於安第斯山脈的一部分，由安托法加斯塔大區的洛阿省負責管轄，西南面有聖佩德羅火山，海拔高度5,846米。